# Tirreno-Adriatico 1988
La Tirreno-Adriatico 1988, ventitreesima edizione della corsa, si svolse dall'11 al 16 marzo 1988 su un percorso di 929,9 km, suddiviso su 6 tappe (l'ultima suddivisa in 2 semitappe). La vittoria fu appannaggio dello svizzero Erich Mächler, che completò il percorso in 28h37'50", precedendo il connazionale Tony Rominger e il danese Rolf Sørensen.
I corridori che partirono da Bacoli furono 178, mentre coloro che tagliarono il traguardo a San Benedetto del Tronto furono 140.

## Tappe
| Tappa  | Data     | Percorso                                                                | km    | Vincitore di tappa | Leader cl. generale |
| ------ | -------- | ----------------------------------------------------------------------- | ----- | ------------------ | ------------------- |
| 1ª     | 11 marzo | Bacoli > Bacoli (cron. individuale)                                     | 10,6  | Phil Anderson      | Phil Anderson       |
| 2ª     | 12 marzo | Bacoli > Cassino                                                        | 202   | Adriano Baffi      | Phil Anderson       |
| 3ª     | 13 marzo | Cassino > Paglieta                                                      | 182   | Erich Mächler      | Erich Mächler       |
| 4ª     | 14 marzo | Paglieta > Monte Urano                                                  | 228   | Maurizio Fondriest | Erich Mächler       |
| 5ª     | 15 marzo | Porto Recanati > Appignano                                              | 207   | Eric Vanderaerden  | Erich Mächler       |
| 6ª-1   | 16 marzo | Grottammare > San Benedetto del Tronto                                  | 82    | Adriano Baffi      | Erich Mächler       |
| 6ª-2   | 16 marzo | San Benedetto del Tronto > San Benedetto del Tronto (cron. individuale) | 18,3  | Erich Mächler      | Erich Mächler       |
| Totale | Totale   | Totale                                                                  | 929,9 |                    |                     |

## Dettagli delle tappe

### 1ª tappa
- 11 marzo: Bacoli > Bacoli – (cron. individuale) – 10,6 km

Risultati
| Pos. | Corridore           | Squadra            | Tempo  |
| ---- | ------------------- | ------------------ | ------ |
| 1    | Phil Anderson       | TVM-Zullo          | 13'31" |
| 2    | Pierino Gavazzi     | Fanini-Seven Up    |        |
| 3    | Salvatore Cavallaro | Gis Gelati-Ecoflam |        |

| Pos. | Corridore     | Squadra   | Tempo |
| ---- | ------------- | --------- | ----- |
| 1    | Phil Anderson | TVM-Zullo |       |

### 2ª tappa
- 12 marzo: Bacoli > Cassino – 202 km

Risultati
| Pos. | Corridore      | Squadra             | Tempo    |
| ---- | -------------- | ------------------- | -------- |
| 1    | Adriano Baffi  | Panasonic-Isostar   | 5h32'06" |
| 2    | Paolo Rosola   | Gewiss-Bianchi      | s.t.     |
| 3    | Flavio Chesini | Alba Cucine-Benotto | s.t.     |

| Pos. | Corridore     | Squadra   | Tempo |
| ---- | ------------- | --------- | ----- |
| 1    | Phil Anderson | TVM-Zullo |       |

### 3ª tappa
- 13 marzo: Cassino > Paglieta – 182 km

Risultati
| Pos. | Corridore       | Squadra                | Tempo    |
| ---- | --------------- | ---------------------- | -------- |
| 1    | Erich Mächler   | Carrera Jeans-Vagabond | 4h39'25" |
| 2    | Tony Rominger   | Château d'Ax           | s.t.     |
| 3    | Moreno Argentin | Gewiss-Bianchi         | a 12"    |

| Pos. | Corridore     | Squadra                | Tempo |
| ---- | ------------- | ---------------------- | ----- |
| 1    | Erich Mächler | Carrera Jeans-Vagabond |       |

### 4ª tappa
- 14 marzo: Paglieta > Monte Urano – 228 km

Risultati
| Pos. | Corridore          | Squadra      | Tempo    |
| ---- | ------------------ | ------------ | -------- |
| 1    | Maurizio Fondriest | Alfa Lum     | 6h07'26" |
| 2    | Gert-Jan Theunisse | PDM-Concorde | a 3"     |
| 3    | Rolf Sørensen      | Ariostea     | s.t.     |

| Pos. | Corridore     | Squadra                | Tempo |
| ---- | ------------- | ---------------------- | ----- |
| 1    | Erich Mächler | Carrera Jeans-Vagabond |       |

### 5ª tappa
- 15 marzo: Porto Recanati > Appignano – 207 km

Risultati
| Pos. | Corridore         | Squadra           | Tempo    |
| ---- | ----------------- | ----------------- | -------- |
| 1    | Eric Vanderaerden | Panasonic-Isostar | 5h47'29" |
| 2    | Adriano Baffi     | Panasonic-Isostar | s.t.     |
| 3    | Paolo Cimini      | Fanini-Seven Up   | s.t.     |

| Pos. | Corridore     | Squadra                | Tempo |
| ---- | ------------- | ---------------------- | ----- |
| 1    | Erich Mächler | Carrera Jeans-Vagabond |       |

### 6ª tappa, 1ª semitappa
- 16 marzo: Grottammare > San Benedetto del Tronto – 82 km

Risultati
| Pos. | Corridore          | Squadra             | Tempo    |
| ---- | ------------------ | ------------------- | -------- |
| 1    | Adriano Baffi      | Panasonic-Isostar   | 2h03'48" |
| 2    | Adrie van der Poel | PDM-Concorde        | s.t.     |
| 3    | Flavio Chesini     | Alba Cucine-Benotto | s.t.     |

| Pos. | Corridore     | Squadra                | Tempo |
| ---- | ------------- | ---------------------- | ----- |
| 1    | Erich Mächler | Carrera Jeans-Vagabond |       |

### 6ª tappa, 2ª semitappa
- 16 marzo: San Benedetto del Tronto > San Benedetto del Tronto – (cron. individuale) – 18,3 km

Risultati
| Pos. | Corridore           | Squadra                | Tempo  |
| ---- | ------------------- | ---------------------- | ------ |
| 1    | Erich Mächler       | Carrera Jeans-Vagabond | 22'52" |
| 2    | Rolf Sørensen       | Ariostea               | a 3"   |
| 3    | Edwig Van Hooydonck | Superconfex-Yoko       | a 6"   |

| Pos. | Corridore     | Squadra                | Tempo     |
| ---- | ------------- | ---------------------- | --------- |
| 1    | Erich Mächler | Carrera Jeans-Vagabond | 24h46'34" |
| 2    | Tony Rominger | Château d'Ax           | a 16"     |
| 3    | Rolf Sørensen | Ariostea               | a 21"     |

## Classifiche finali

### Classifica generale - Maglia azzurra
| Pos. | Corridore           | Squadra                | Tempo     |
| ---- | ------------------- | ---------------------- | --------- |
| 1    | Erich Mächler       | Carrera Jeans-Vagabond | 24h46'34" |
| 2    | Tony Rominger       | Château d'Ax           | a 16"     |
| 3    | Rolf Sørensen       | Ariostea               | a 21"     |
| 4    | Eric Vanderaerden   | Panasonic-Isostar      | a 28"     |
| 5    | Edwig Van Hooydonck | Superconfex-Yoko       | a 36"     |
| 6    | Maurizio Fondriest  | Alfa Lum               | a 41"     |
| 7    | Phil Anderson       | TVM-Zullo              | a 43"     |
| 8    | Michael Wilson      | Weinmann-La Suisse     | a 49"     |
| 9    | Luca Gelfi          | Del Tongo-Colnago      | a 52"     |
| 10   | Giuseppe Petito     | Gis Gelati-Ecoflam     | a 56"     |